# Spilosoma pseudambrensis
Spilosoma pseudambrensis är en fjärilsart som beskrevs av De Toulgoët 1961. Spilosoma pseudambrensis ingår i släktet Spilosoma och familjen björnspinnare. Inga underarter finns listade i Catalogue of Life.